# 命運航班
《命運航班》（英語：Manifest），是一部由傑夫·瑞克開創，於2018年9月24日在NBC開播的美国超自然電視連續劇。2021年6月，本劇在第三季後被取消。Netflix在2021年6月接手了本劇，續訂第四季為最終季，分成第一部和第二部各10集播出，共20集。

## 故事
2013年4月7日，米凱拉·史東（梅利莎·羅克斯堡 飾）與兄長班·史東（約書亞·達拉斯 飾），帶著父母以及姪子卡爾（傑克·墨西拿 飾）結束了度假，準備返家。由於原班機機位客滿，航空公司宣布願意主動換乘下一班飛機的乘客將會獲得可觀的補償，因此米凱拉決定讓父母搭乘原航班，她與哥哥則帶著侄子搭下一班。他們搭上了從牙買加飛往紐約的蒙特哥航空（Montego Air）828號班機，飛機起飛後不久便突然遭遇了強烈亂流，所幸並未造成什麼損害。接下來的航程平靜無波，但是當他們落地時卻被大批警察包圍。原來828號班機在起飛後不久就離奇失蹤，而現在已經是2018年，他們起飛時間的五年後，機上乘客都已經被外界認定死亡了。
這五年當中發生了許多事，例如米凱拉的母親就因為憂思過度病逝了，然而對米凱拉而言，幾個小時前她才和母親有說有笑，這讓她十分的難以承受。米凱拉與機上乘客努力的調適自己的情緒，開始回歸正常生活。然而，更多的怪事開始發生，乘客們的腦海裡常常會出現一個聲音，說著模糊不清的預示，若是不能找出預示的意義就會頭痛欲裂。米凱拉依照預示破獲了一件綁架案，就在當晚，所有的乘客腦海裡都出現了聲音，聲音指引著他們來到機場附近的一個停機棚旁邊，乘客們發現他們所乘坐的班機就停在那裏，就在他們討論為何聲音要把他們帶到這裡來時，飛機突然發生了爆炸，炸得粉身碎骨。
在腦內聲音的引導下，米凱拉與828號班機的乘客一步一步的捲入許多奇怪的案件，而當更多有類似經歷的人的出現，事件的發展又越將詭譎。

## 人物

### 主要人物
- 梅利莎·羅克斯堡 飾米凱拉·史東（Michaela Stone）

本劇主要角色，828號航班乘客。紐約警局第129分局的警探，班的妹妹。失蹤回歸後開始擁有召喚的能力，身為警探的米凱拉更有能力追查召喚的真相。
- 約書亞·達拉斯 飾班·史東（Ben Stone）

本劇主要角色，828號航班乘客。數學系副教授，卡爾、奧莉芙與伊甸的父親，格蕾絲的丈夫，米凱拉的哥哥。與米凱拉一樣擁有召喚的能力。
- 雅典娜·卡卡尼斯 飾格蕾絲·史東（Grace Stone）

班的妻子，卡爾、奧莉芙和伊甸的母親，米凱拉的嫂子，經營一間餐廳。
- J·R·拉米雷茲（英语：J. R. Ramirez） 飾傑瑞德·瓦斯奎茲（Jared Vasquez）

紐約警局第129分局警探，米凱拉的未婚夫。米凱拉失蹤三年後和米凱拉閨蜜盧德絲結婚，然而，在米凱拉歸來後和她發生曖昧關係，在盧德絲得知後，不久便離婚。
- 傑克·墨西拿（英语：Jack Messina） (第1~3季）、泰多蘭（英语：Ty Doran）（第4季）  飾卡爾·史東（Cal Stone）

本劇主要角色，828號航班乘客，身患絕症。格蕾絲與班的孩子，奧莉芙的雙胞胎哥哥（兩年前比奧莉芙小了五歲半），伊甸的哥哥。召喚能力比父親跟姑姑都要強，能以圖畫的方式畫出具體內容，而不是只有模糊的預示。於第三季結尾觸摸尾翼消失後歸來，年長了五歲。
- 露娜·布蕾絲（英语：Luna Blaise） 飾奧莉芙·史東（Olive Stone）

格蕾絲與班的長女，卡爾的雙胞胎妹妹，伊甸的姐姐，現在比卡爾大了五歲。協助父親與哥哥研究班機失蹤的真相。
- 帕薇恩·考爾（英语：Parveen Kaur (Canadian actress)） 飾桑維·巴爾（Saanvi Bahl）

828號航班乘客，莫西爾醫院（Mercy Hospital）醫學研究生，幫助米凱拉與班對召喚能力進行研究，提供醫學方面的建議。
- 麥特·朗 飾齊克·蘭登（Zeke Landon）

與828號航班乘客遭遇的事件類似，一年前在暴風雪中迷路，齊克找到了一個山洞避風，當風雪停止齊克離開山洞時，外界的時間卻已經過了一年。
- 戴瑞·愛德華茲 飾羅伯特·文斯（Robert Vance）

美國國家安全局局長，負責領導對蒙特婁航空 828 班機重新出現的調查。後協助乘客們揭開 828 航班失蹤的真相及政府的險惡目標。在第 3 季領導了一個名為「尤里卡計劃」的新工作組，檢查重建的飛機殘骸以尋找線索。
- 荷莉·泰勒（英语：Holly Taylor） 飾安吉麗娜·梅耶（Angelina Meyer）

一名828航班乘客，返回後在哥斯達黎加被她信仰虔誠的父母軟禁。後來被米凱拉和齊克救出，被史東一家收留與他們一起生活。

### 其他人物
- 法蘭克·迪爾（英语：Frank Deal）飾,比爾·戴利（Bill Daly）（第1季、第3-4季），828班機的機長。在第三季末，尾翼返回大海後，他突然出現在「尤里卡計畫」研究基地的828班機駕駛艙殘骸中，大聲求救後，隨即消失。
- 馬拉奇·克雷裡（Malachy Cleary）飾史蒂夫·史東（Steve Stone）：米凱拉與班的父親、卡爾、奧莉芙、伊甸的爺爺。
- 伊麗莎白·馬維爾（英语：Elizabeth Marvel） 飾少校（The Major）：本名凱瑟琳·菲茨（Kathryn Fitz），美國陸軍少將，心理戰專家，「奇點計畫」主導者，意圖查明828航班乘客遭遇的事件並將其武器化。
- 法蘭西絲·法里丹尼（英语：Francesca Faridany） 飾菲歐娜·克拉克（Fiona Clarke）（第1季、第4季）：828號航班乘客，科學家，奇點計畫最初的理論家，後被少校竊取論文，將其武器化。
- 維多莉亞・卡塔格納（英语：Victoria Cartagena） 飾盧德絲（Lourdes）：米凱拉的閨蜜，在米凱拉失蹤三年後與傑瑞德交往最後結婚，在米凱拉回歸後，得知她和傑瑞德的曖昧，不久便離婚。
- 亞莎·傑克遜（德语：Yasha Jackson）飾演蘇珊·馬丁（Suzanne Martin）：班任職大學的院長，也是他的老朋友。
- 艾倫·塔瑪基（英语：Ellen Tamaki） 飾三上卓（Drea Mikami）：米凱拉的前搭檔。不斷暗中協助米凱拉調查召喚的案件。
- 蓋瑞特·威寧（英语：Garrett Wareing）飾演 提傑莫里森（TJ Morrison）（第2、4季）：一名大學生和 828 航班乘客，他與奧莉芙關係密切，後交往。協助班解開飛機失蹤的謎團。在第二季末前往埃及尋找關於艾爾祖拉斯的神秘線索，期間仍與奧莉芙保持聯繫並將發現的線索發送給他們。在第四季中，提傑回國幫助史東一家解開歐米茄藍寶石的神秘面紗。
- 阿里·羅培茲·索哈里（英语：Ali Lopez-Sohaili） 飾演 伊根·圖拉尼（Eagan Tehrani）（第3-4季）：828班機乘客，具有過目不忘的記憶力，與數名乘客結盟，反對班的領導。

## 集數

### 第一季（2018）
這班飛機離奇在起飛多年後降落，機上乘客回到人事全非的世界，面對奇幻的新現實。
| 總集數 | 集數 | 標題                        | 譯名         |
| --- | ---- | --------------------------- | ------------ |
| 1 | 1    | Pilot                       | 試播集       |
| 828 號班機飛抵紐約，機上乘客渾然不知自己已經失蹤多年，而神祕現象也開始影響他們的行為。                              |      |                             |              |
| 2 | 2    | Reentry                     | 重返         |
| 國家安全局審問 828 號班機乘客，與此同時，乘客也努力重拾自己的人生。一名乘客向媒體發聲，隨後卻淪為犯罪事件的受害者。 |      |                             |              |
| 3 | 3    | Turbulence                  | 亂流         |
| 米凱拉拜訪依薇的父母，他們仍在傷痛中走不出來。闊別五年半後，雙胞胎卡爾和奧莉芙試著與彼此重新建立關係。              |      |                             |              |
| 4 | 4    | Unclaimed Baggage           | 無人認領行李 |
| 米凱拉錯誤解讀她的新幻覺，導致前任未婚夫傑瑞德陷入麻煩。班和莎薇尋找 828 航班的一名空服員。                         |      |                             |              |
| 5 | 5    | Connecting Flights          | 銜接航班     |
| 倒敘畫面呈現 828 號班機消失後，家人朋友如何應對一切。為了逃避腦中的聲音，班跟著卡爾出發冒險。                       |      |                             |              |
| 6 | 6    | Off Radar                   | 雷達之外     |
| 卡爾發起高燒並開始說其他語言。班努力尋找飛機上的另一名乘客，希望能藉此找到解藥。                                    |      |                             |              |
| 7 | 7    | S.N.A.F.U.                  | 大亂         |
| 班調查 828 航班 11 名失蹤乘客的下落。米凱拉經歷上一次召喚後，發現一件驚人大事。                                     |      |                             |              |
| 8 | 8    | Point of No Return          | 無法回頭     |
| 班在尋找失蹤乘客時，意外與國家安全局文斯局長展開合作。米凱拉經歷詭異的召喚經驗，卡爾則回到學校。                    |      |                             |              |
| 9 | 9    | Dead Reckoning              | 航位推測法   |
| 班和米凱拉趕著要救其他失蹤乘客時，他們危險的救援任務出現了意外的轉折。                                              |      |                             |              |
| 10 | 10   | Crosswinds                  | 側風         |
| 班痛失一名夥伴後，著手籌組新的聯盟，以便查出某個隱晦的人物到底是誰。此人可能和下落不明的乘客脫不了關係。            |      |                             |              |
| 11 | 11   | Contrails                   | 凝結軌跡     |
| 班因應卡爾的召喚，出手協助 828 航班的機長。機長正想盡辦法證明班機失蹤不是他的錯。                                   |      |                             |              |
| 12 | 12   | Vanishing Point             | 消失點       |
| 卡爾不知去向，葛瑞絲和班前往紐約上州找人，一位神秘的登山客卻在此現身。米凱拉當面槓上奧頓。                          |      |                             |              |
| 13 | 13   | Cleared for Approach        | 進場淨空     |
| 米凱拉深入挖掘有關澤克的資訊。有個男人架設網站散播有關 828 航班乘客的陰謀論，傑瑞德對他展開調查。                   |      |                             |              |
| 14 | 14   | Upgrade                     | 升級         |
| 有個團體相信 828 航班的乘客都能創造奇蹟，莎薇和其中一位團體成員見面。卡爾和澤克收到不祥的召喚。                     |      |                             |              |
| 15 | 15   | Hard Landing                | 重落地       |
| 在警方調查過程中，米凱拉遇見一個男人，讓大家心中都浮現疑問。 莎薇歷經創傷之後努力恢復。                             |      |                             |              |
| 16 | 16   | Estimated Time of Departure | 預計啟程時間 |
| 格里芬威脅要說出他所知道的召喚真相，米凱拉和班試圖阻止他，同時，所有乘客的最後期限逐漸逼近。                        |      |                             |              |

### 第二季（2020）
史東一家持續為惱人幻象所苦，同時也努力找尋 828 號班機的其他乘客，設法扭轉他們的命運。
| 總集數 | 集數 | 標題           | 譯名                  |
| --- | ---- | -------------- | --------------------- |
| 17 | 1    | 請繫安全帶     | Fasten Your Seatbelts |
| 米凱拉有了新隊長與新搭檔，澤克則必須面對他行為的後果。少校持續操控莎薇。                                      |      |                |                       |
| 18 | 2    | 停飛           | Grounded              |
| 驚人真相揭露之後，班遇見一名也在 828 航班上的學生。奧莉芙覺得自己像邊緣人，於是向出人意料的群體尋求心理支持。 |      |                |                       |
| 19 | 3    | 假水平         | False Horizon         |
| 莎薇想找出是誰洩漏她的研究成果。傑瑞德和一個女人成為朋友，對方和某個針對 828 航班乘客的團體「X 幫」有關係。   |      |                |                       |
| 20 | 4    | 黑盒子         | Black Box             |
| 米凱拉和澤克的召喚引他們陷入一樁牽涉到 828 航班乘客的銀行搶案，而班和提傑則拼湊起一連串與神話有關的線索。     |      |                |                       |
| 21 | 5    | 協調飛行       | Coordinated Flight    |
| 奧莉芙目擊殘酷攻擊事件後，向米凱拉提供 X 幫的資訊。澤克過去的祕密浮上檯面。                                   |      |                |                       |
| 22 | 6    | 回程           | Return Trip           |
| 班和米凱拉發現莎薇對乘客死亡日期的研究有令人不安之處。傑瑞德更進一步涉入 X 幫。                               |      |                |                       |
| 23 | 7    | 緊急出口       | Emergency Exit        |
| 班找上艾德里安質問有關歸來之人教會的事。許多 828 乘客都以虛假的名目受邀參加一場活動。                         |      |                |                       |
| 24 | 8    | 手提行李       | Carry On              |
| 奧莉芙深受俱樂部發生的悲劇事件衝擊，她陪伴父親循著父親的最新召喚來到一間冥想中心。                            |      |                |                       |
| 25 | 9    | 喝酒誤事       | Airplane Bottles      |
| 澤克懷疑莎薇可能有失憶的狀況。一次召喚把 828 航班和幾百年前的古老事件串聯了起來。                             |      |                |                       |
| 26 | 10   | 航線偏差       | Course Deviation      |
| 艾德里安和葛瑞絲因為召喚來到一座橋上，艾德里安和卡爾則一同收到另一個召喚，看見三個不祥的身影。                |      |                |                       |
| 27 | 11   | 未成年獨行旅客 | Unaccompanied Minors  |
| 班和提傑收到和澤克有關的召喚，澤克的死期逼近。米凱拉逮捕一個在店裡偷東西的少年，卻發現自己陷入道德兩難。      |      |                |                       |
| 28 | 12   | 呼號           | Call Sign             |
| 莎薇請求文斯幫忙保護她遠離少校。傑斯、皮特和柯瑞下定決心復仇，計畫從監獄的公車上逃出去。                      |      |                |                       |
| 29 | 13   | 結冰條件       | Icing Conditions      |
| 所有人都在焦急尋找卡爾時，澤克收到召喚，獲得卡爾所在地的線索，大膽的救援行動就此展開。                        |      |                |                       |

### 第三季（2021）
新事實和驚人發展不斷出現，越來越多乘客感受到召喚，改變他們命運的角力也越演越烈。
| 總集數 | 集數 | 標題                | 譯名       |
| --- | ---- | ------------------- | ---------- |
| 30 | 1    | Tailfin             | 尾翼       |
| 班和文斯去古巴追查尾翼。米凱拉和澤克去哥斯大黎加調查一樁召喚。傑瑞德幫助一個母親失蹤的女人。                                |      |                     |            |
| 31 | 2    | Deadhead            | 空載返航   |
| 米凱拉調查湖邊出現的詭異現象。奧莉芙幫安吉麗娜翻譯召喚內容。葛瑞絲去找她關係疏遠的同母異父弟弟幫忙。                        |      |                     |            |
| 32 | 3    | Wingman             | 輔助       |
| 班和另一位 828 乘客收到同樣的召喚。奧莉芙試圖在埃及文物中找出關聯性。安吉麗娜受召喚驅使，去見皮特。                         |      |                     |            |
| 33 | 4    | Tailspin            | 尾旋       |
| 班和莎薇參觀新的 828 特別專案小組「尤里卡計畫」，進一步得知了他們的命運。皮特、柯瑞和傑斯的死亡日期逐漸逼近。               |      |                     |            |
| 34 | 5    | Water Landing       | 水上迫降   |
| 文斯出手處置逐漸接近真相的傑瑞德。傑斯企圖報復史東一家。一份古老的莎草紙預言了皮特、柯瑞和傑斯的命運。                      |      |                     |            |
| 35 | 6    | Graveyard Spiral    | 死亡螺旋   |
| 傑斯一心尋找卡爾所在地，其他人則設法阻止悲劇發生。莎草紙缺失的一塊尋獲，揭露驚人真相。                                      |      |                     |            |
| 36 | 7    | Precious Cargo      | 貴重貨物   |
| 米凱拉、伊根與其他 828 乘客跟著召喚前往烏雲籠罩的地方，讓伊根必須採取極端行動。莎薇的研究有了突破。                         |      |                     |            |
| 37 | 8    | Destination Unknown | 目的地未知 |
| 一位 828 航班乘客企圖傷害前夫，於是班出手介入。莎薇和古普塔檢驗一件有 6,000 年歷史的古老文物，文物似乎和 828 的謎團有關聯。 |      |                     |            |
| 38 | 9    | Bogey               | 不明機     |
| 米凱拉、班和伊根收到相似的召喚，但細節有點不同。莎薇的健康出現怪異狀況。班思索可能的結局。                                  |      |                     |            |
| 39 | 10   | Compass Calibration | 羅盤校正   |
| 紐約出現罕見現象，而莎薇認為這是她造成的。班收到一個有關 828 乘客阿斯特麗德的召喚。葛瑞絲對安吉麗娜失去耐心。               |      |                     |            |
| 40 | 11   | Duty Free           | 卸下職責   |
| 828 的乘客們開始遭受美國政府和其他國家更嚴格的審查。莎薇準備去自首。                                                        |      |                     |            |
| 41 | 12   | Mayday: Part 1      | 求救（上） |
| 卡爾堅持要看到尾翼，因此來到負責尤里卡計畫的單位。米凱拉和其他幾位乘客收到相同的召喚，暗示有人將死。                        |      |                     |            |
| 42 | 13   | Mayday: Part 2      | 求救（下） |
| 班和文斯打算偷走尾翼來找到卡爾。伊根與其他乘客指控史東一家和國安局合作，接著，悲劇突然發生。                                |      |                     |            |

### 第四季（2022）
痛失摯愛又厄運連連的史東一家人和 828 班機乘客，一方面感受到揮之不去的凶兆，另一方面探尋召喚背後真正的意義。
| 總集數 | 集數 | 標題                             | 譯名       |
| --- | ---- | -------------------------------- | ---------- |
| 43 | 1    | Touch-and-Go                     | 觸地重飛   |
| 米凱拉在調查一個召喚時發現神祕偷渡客。班緊守他的信念。卡爾不再躲藏，只為追查一樁線索。                           |      |                                  |            |
| 44 | 2    | All-Call                         | 全員報告   |
| 黑盒子的隱藏語音將莎薇捲入其中。卡爾溜去看被逮捕的亨利。班在上播客節目時尋求協助。                               |      |                                  |            |
| 45 | 3    | High Flight                      | 高飛       |
| 卡爾設法理解自己的傷疤。米凱拉因一個召喚而找到 828 班機的副機長阿穆塔，而他闡明當時所見景象。班找回情感連結。    |      |                                  |            |
| 46 | 4    | Go-Around                        | 重飛       |
| 出於令人心碎的原因，米凱拉和凱爾因共同幻象而聚首。與此同時，伊根提供了寶貴資訊給班，但有代價。                   |      |                                  |            |
| 47 | 5    | Squawk                           | 電碼       |
| 米凱拉、文斯、傑瑞德和澤克在基地尋找班，最終導致爆炸性的對峙，以及一個神蹟。                                     |      |                                  |            |
| 48 | 6    | Relative Bearing                 | 相對方位   |
| 卡爾守護祕密，伊根執行他自己的任務，米凱拉揭開悲慘兇殺，而每個人都不得不設法調適。                               |      |                                  |            |
| 49 | 7    | Romeo                            | 羅密歐     |
| 又發現一具屍體後，米凱拉和傑瑞德努力追查一名連續殺人犯的下落。卡爾去約會。澤克面對昔日心魔。                     |      |                                  |            |
| 50 | 8    | Full Upright and Locked Position | 直立並扣上 |
| 追捕殺人兇手的行動持續，而處境艱困的卡爾試圖證明自己清白。有人在逼不得已的情況下，接受莎薇在他身上測試一項理論。 |      |                                  |            |
| 51 | 9    | Rendezvous                       | 會合       |
| 一個不祥召喚打亂了米凱拉和澤克的派對。卡爾和班得知令人心碎的消息。米凱拉、莎薇和伊根找尋歐米茄藍寶石。           |      |                                  |            |
| 52 | 10   | Inversion Illusion               | 倒置錯覺   |
| 史東一家趕忙尋找歐米茄藍寶石，而班則在一個召喚中與熟面孔團圓，得到了希望。澤克面臨艱難抉擇。                     |      |                                  |            |
| 53 | 11   | Final Descent                    | 最後降落   |
| 乘客們還在適應殘酷的新局面，班和米凱拉把握機會處理召喚，監控處卻緊追在後。                                       |      |                                  |            |
| 54 | 12   | Bug Out                          | 快閃       |
| 米凱拉幫忙傑瑞德調查，獲得短暫喘息的機會。卡爾測試新能力，而班和莎薇試著破解神祕的文字。                         |      |                                  |            |
| 55 | 13   | Ghost Plane                      | 幽靈班機   |
| 米凱拉和傑瑞德一起去碼頭調查班的召喚，莎薇一步步帶卡爾完成可怕的任務，一股黑暗的力量滲透史東一家。               |      |                                  |            |
| 56 | 14   | Fata Morgana                     | 複雜蜃景   |
| 拘留所發生恐怖災禍，莎薇忙著找出解決辦法，米凱拉則在危機中挺身而出。卡爾試著接觸安吉麗娜。                       |      |                                  |            |
| 57 | 15   | Throttle                         | 油門       |
| 班想盡辦法阻止安吉麗娜，冒險行事卻造成意外後果。家裡發生急事，米凱拉因此走上不同的方向。                         |      |                                  |            |
| 58 | 16   | Furball                          | 混戰       |
| 米凱拉和傑瑞德珍惜身邊的一切，安吉麗娜得到伊根的支持。眼看拘留所就要毀了，眾人陷入恐慌。                         |      |                                  |            |
| 59 | 17   | Threshold                        | 入口       |
| 死亡日期逼近，召喚漸漸讓卡爾不堪其擾。眾人發出求救信號，一個熟面孔在意想不到的地方帶來希望。                     |      |                                  |            |
| 60 | 18   | Lift/Drag                        | 升阻比     |
| 乘客們急忙處理召喚，此時莎薇在病人身上測試某個理論。伊根做出驚人舉動，米凱拉面對殘酷真相。                       |      |                                  |            |
| 61 | 19   | Formation                        | 編隊       |
| 種種跡象都顯示地球即將毀滅，史東一家和乘客們不得不加緊腳步，合作及時破解神秘線索。                               |      |                                  |            |
| 62 | 20   | Final Boarding                   | 最後登機   |
| 死亡日期來臨，緊張氣氛一觸即發，真相浮出檯面。828 班機的乘客聚在一起，攜手面對未知。                             |      |                                  |            |

## 外部連結
- 官方网站
- 互联网电影数据库（IMDb）上《命運航班》的资料（英文）
- 在Netflix上觀看《命運航班》

- 命運航班的Instagram帳戶